# Donja Batina (Zlatar)
 Donja Batina  falu Horvátországban Krapina-Zagorje megyében. Közigazgatásilag Zlatarhoz  tartozik.

## Fekvése
Krapinától 21 km-re délkeletre, községközpontjától 4 km-re északkeletre a Horvát Zagorje területén fekszik.

## Története
A mai település elődje a középkorban mezőváros volt, melynek további fejlődését a török támadások akadályozták meg. 
Trianonig Varasd vármegye Zlatari járásához tartozott. A település első alapiskolája 1912-ben nyitotta meg kapuit. Első tanítója Dragan Žigman volt. Az iskola ma négyosztályos alsó tagozatos iskolaként működik. A falunak 2001-ben 439 lakosa volt.

## Nevezetességei
Donja Batina felett egy dombon található Szent Jakab tiszteletére szentelt római katolikus temploma. 
Középkori eredetű, barokk, egyhajós épület, de a történeti források csak 1639 -ben említik. Szerkezeti elemei, valamint a sekrestye külső ajtajának megmaradt kőkerete alapján nyilvánvaló, hogy a középkorban épült. A templom főhomlokzata északnyugat felé néz. Az épület egy négyzet alaprajzú harangtoronyból, téglalap alakú hajóból, szabálytalan, trapéz alakú szentélyből és déli oldalán csatlakozó négyszögletes sekrestyéből áll. A templom külseje egyszerűen kialakítású. A főhomlokzat előtt áll a harangtorony masszív tömege, amely részben az elülső falba van beépítve.

## Külső hivatkozások
- A zlatari Ante Kovačić alapiskola honlapja